# St.-Christophorus-Kirche (Berlin-Neukölln)
Die katholische St.-Christophorus-Kirche ist ein Kirchengebäude im Berliner Ortsteil Neukölln des gleichnamigen Bezirks. Sie steht unter Denkmalschutz.

## Geschichte
Im 19. Jahrhundert wurden in der Gegend um den Richardplatz zunächst in Privatwohnungen von Laien Gottesdienste gefeiert. Wegen der ständigen Zunahme der katholischen Bevölkerung wurde zunächst St. Clara und später St. Eduard erbaut. Schon 1913 war der Bau einer Kirche am Richardplatz geplant, dann verhinderte der Erste Weltkrieg die Ausführung. Durch die Inflation wurden die von St. Clara gesammelten Gelder für den Bau der Kirche wertlos, nur mit finanzieller Hilfe des Gesamtverbandes der Kirchengemeinden von Groß-Berlin wurde 1929 mit dem vom Architekten Carl Kühn geplanten Bau begonnen. Die Weltwirtschaftskrise verzögerte dessen Vollendung. Das links neben der Kirche geplante zweite Haus wurde wegen finanzieller Schwierigkeiten nicht gebaut. Mit der Konsekration der Kirche im Jahr 1932 wurde auch die amtliche Gemeindebildung vollzogen. Zunächst blieb St. Christophorus Filialkirche von St. Clara. Am 1. April 1934 wurde die Lokalkirche zur Kuratie, am 3. März 1940 zur Pfarrei erhoben. Im Zweiten Weltkrieg wurde die Kirche stark beschädigt. Bis 1955 wurden die Kriegsschäden beseitigt, die Orgel wurde erweitert und modernisiert.

## Baubeschreibung
Die Grundgestalt der Kirche ist eine Basilika ohne Querschiff mit mächtigem Kirchturm als Querriegel. Im Außenbau dominiert die Neuromanik und im Innenraum der Expressionismus. Der Mauerwerksbau ist mit roten, unsortiert vermauerten Ziegeln verblendet. Da das Gelände in die Tiefe des Grundstücks abfällt, konnten unter dem Langhaus, das nur verputzt ist, Gemeinderäume gelegt werden.

### Kirchenschiff
Das Mittelschiff ist 25,66 m lang und 14 m breit, seitlich davon, hinter Pfeilern, befinden sich jeweils 3,25 m schmale Arkaden als Prozessions- oder Kreuzandachtswege. Die Dachkonstruktion des Mansarddaches besteht aus T-Trägern. Das Tonnengewölbe des Mittelschiffs, im Scheitel 14,70 m hoch, hängt an Querspanten. Die Obergaden schneiden in das verputzte Tonnengewölbe ein. Darüber beginnt die Kassettendecke, konstruktionsbedingt ist im Scheitel ein kielartiger, nach unten hängender Grat. Der gerade schließende, stark eingezogene Chor ist ebenfalls tonnengewölbt und kassettiert. Innen sind die Wände hell verputzt, die Pfeiler und Gesimse sind in roten Ziegeln ausgeführt.

### Turm
Der erste Vorentwurf von Kühn vom Januar 1929 sah eine expressionistische Turmfassade vor. Viele kleine Schallöffnungen im spitz zulaufenden Giebel sollten ein hohes Kreuz ergeben. Erst im Ausführungsentwurf veränderte der Architekt den Turm, in den nun neuromanische Tendenzen einflossen. Der 16 m breite und 35 m hohe Koloss, der an die wehrhaften Westriegel romanischer Dome erinnert, nimmt fast die volle Breite des Kirchenschiffs ein. Er steht nicht in seiner Achse, sondern ist nach links verschoben. Der querrechteckige Turm verjüngt sich seitwärts etwas in drei Stufen. Die Turmfront ist hinter die Flucht des fünfgeschossigen Pfarrhauses, das in die geschlossene Straßenfront gebaut ist, zurückgesetzt, um monumentaler zu wirken. Vor ihr befindet sich eine dreiachsige offene Vorhalle mit zwei Portalen, die zur Turmhalle führen, die als Werktagskirche genutzt wird. Die Tür an der rechten Wand der Vorhalle dient als Eingang zum Pfarrhaus. Die drei Obergeschosse des Turmes, in denen Wohnungen eingerichtet wurden, haben Rundbogenfenster. Unter dem Gesims, über dem sich ein flaches Zeltdach erhebt, befindet sich auf jeder Seite ein Kreuz zwischen zwei kleinen Rundbogenöffnungen. Darunter sind drei Schallöffnungen auf den Breitseiten und jeweils zwei auf den Schmalseiten.

## Glocken
Das ursprüngliche Geläut, das mit dem der benachbarten Nikodemuskirche harmoniert, bestand aus vier Glocken aus Bronze, die von der 1910 neugegründeten Glockengießerei Gebrüder Ulrich gegossen wurden. Ihre Weihe fand am 18. September 1931 statt. Benannt wurden die Glocken nach den Neuköllner Kirchen St. Christophorus, St. Clara, St. Eduard und St. Richard. Bis 1942 läuteten die Glocken, die bis auf eine für Rüstungszwecke abgenommen wurden. 1957 wurden dann die neuen von Rudolf Perner gegossenen vier Bronzeglocken aufgehängt, die wie die alten abgestimmt sind.
| Glocke               | Schlagton | Gewicht | Durchmesser | Höhe   | Inschrift                                       |
| -------------------- | --------- | ------- | ----------- | ------ | ----------------------------------------------- |
| Christopherus-Glocke | b°        | 1695 kg | 142 cm      | 110 cm | JETZT WERDE ICH CHRISTOPHERUS GENANNT. MARTYRON |
| Christkönig-Glocke   | d'        | 1010 kg | 120 cm      | 095 cm | ICH BIN EIN KÖNIG. JOH. 18,28                   |
| Maria-Glocke         | f'        | 0699 kg | 106 cm      | 082 cm | SIEHE ICH BIN DIE MAGD DES HERRN. LUC. 1,38     |
| Josef-Glocke         | g'        | 0396 kg | 089 cm      | 071 cm | GEHT ZU JOSEF. KR. 18                           |

## Ausstattung
Die Ausstattung hat sich im Laufe der Zeit verändert. Das neubarocke Kirchengestühl stammte aus der St. Hedwigs-Kathedrale. Reinhard Hofbauer gestaltete u. a. das Taufbecken und die Monstranz. Nach dem Krieg kamen die Kreuzwegstationen hinzu, ferner die Maria-, Joseph- und Antoniusfigur. Nach der 1974 vollendeten Umgestaltung entsprechend der Liturgiereform des Zweiten Vatikanischen Konzils wurden ein großes barockes Kruzifix und der goldglänzende Tabernakel im traditionell erhöhten Chor aufgestellt. Die Darstellung des Christophorus an der Rückwand im Altarraum existiert heute nicht mehr. Die in Ziborien aufgebauten Seitenaltäre in den Winkeln vor dem Chorbogen wurden entfernt. Die Statue des Namenspatrons der Kirche in der Turmhalle stammt aus einer Bildhauerei in Gröden.